# Sphecosoma simile
Sphecosoma simile là một loài bướm đêm thuộc phân họ Arctiinae, họ Erebidae.